# Овча власатка
Овча власатка (Festuca ovina) е растение от семейство Житни. Растението се среща в цяла Европа с изключение на някои средиземноморски области, както и в по-голямата част на Азия. Овчата власатка расте на туфи (буни) в сухи и неприветливи местности, но може да се срещне и на други места. Широко използвана е за декоративни цели, като някои разновидности имат специфичен син цвят. Нормално листата са издължени, зелени до сиви на цвят. Цъфти от май до юни. Върху това растение могат да се срещнат много пеперуди, като например кафявопетнист сатир (Hipparchia semele), Pyronia tithonus, Maniola jurtina, Coenonympha pamphilus и други.